# John M. Evans

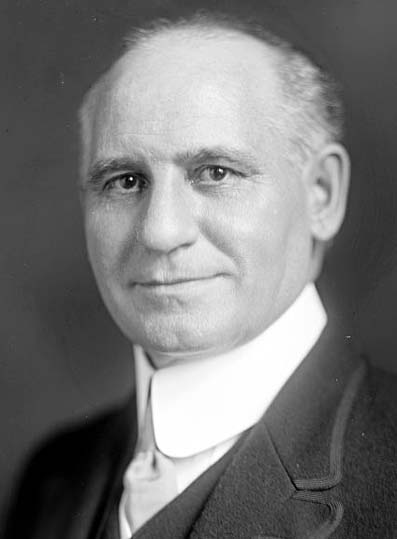
John M. Evans

John Morgan Evans (* 7. Januar 1863 in Sedalia, Missouri; † 12. März 1946 in Washington D. C.) war ein US-amerikanischer Politiker. Zwischen 1913 und 1933 vertrat er den Bundesstaat Montana mit einer Unterbrechung zweimal im US-Repräsentantenhaus.

## Leben

### Frühe Jahre und politischer Aufstieg
John Evans besuchte die öffentlichen Schulen seiner Heimat und von 1884 bis 1885 die US-Militärakademie in West Point (New York). Danach setzte er bis 1887 seine Ausbildung an der University of Missouri fort. Nach einem anschließenden Jurastudium wurde er 1888 als Rechtsanwalt zugelassen. Danach begann er in Missoula in seinem neuen Beruf zu arbeiten.
Evans wurde Mitglied der Demokratischen Partei. Von 1889 bis 1894 war er Richter in Montana und danach war er von 1894 bis 1898 bei der Bundesbehörde zur Verwaltung der öffentlichen Ländereien angestellt. In den Jahren 1911 und 1912 war Evans Bürgermeister der Stadt Missoula.

### Evans im Kongress
Zwischen dem 4. März 1913 und dem 3. März 1921 absolvierte John Evans vier Legislaturperioden als Abgeordneter im Kongress. Dort war er Nachfolger von Charles Nelson Pray. Bei den Kongresswahlen des Jahres 1920 unterlag er Washington J. McCormick, dem Kandidaten der Republikanischen Partei. Zwei Jahre später schaffte er aber erneut den Sprung in das Repräsentantenhaus. Dort verblieb er für weitere fünf Legislaturperioden zwischen dem 4. März 1923 und dem 3. März 1933. Zwischen 1931 und 1933 war er Vorsitzender des Ausschusses zur Verwaltung des öffentlichen Landes.

### Weiterer Lebensweg
Bei den Kongresswahlen des Jahres 1932 unterlag er in den Vorwahlen der Demokraten gegen Joseph P. Monaghan. Daraufhin zog er sich aus der Politik zurück. Evans blieb aber in Washington wohnhaft. Dort ist er im Jahr 1946 auch verstorben.